# Bruatorpsån
Bruatorpsån (även Torsån) är ett vattendrag i sydöstra Småland och östra Blekinge. Ån har sin mynning i Djursvik. I vattendraget finns bland annat öring och signalkräfta. Vissa sträckor kan torka ut vid torrt väder. Det finns ett mindre vattenkraftverk i Kulebo.